# Ruspolia jaegeri
Ruspolia jaegeri är en insektsart som först beskrevs av Roger Roy 1971.  Ruspolia jaegeri ingår i släktet Ruspolia och familjen vårtbitare. Inga underarter finns listade i Catalogue of Life.